# Dawid Brzozowski
Dawid Brzozowski (Bielawa, 29 gennaio 2001) è un giocatore di football americano polacco, che gioca come runningback per i Panthers Wrocław.
Inizia a giocare nel 2018 per i Bielawa Owls e nel 2022 si trasferisce in ELF con i Panthers Wrocław.

## Palmarès
- 1 LFA9 (Bielawa Owls, 2019)
- 1 PFL9 (Bielawa Owls, 2021)